# 조선직업총동맹
조선직업총동맹(朝鮮職業總同盟, General Federation of Trade Unions of Korea) 혹은 직총은 조선민주주의인민공화국의 노동자 단체이다.

## 개요
1945년 11월 30일 설립되었으며, 설립 당시의 이름은 북조선직업총동맹(北朝鮮職業總同盟)이었으며, 1951년 1월에 현재 이름으로 변경하였다. 조선직업총동맹은 1947년 5월 2일에 세계노동조합연맹에 가입하였다. 김일성-김정일주의청년동맹, 조선사회주의녀성동맹, 조선농업근로자동맹과 함께 조선민주주의인민공화국의 4대 근로 단체로 여겨지고 있으며 조선민주주의인민공화국의 입법부인 최고인민회의의 구성원이기도 하다.

## 상세
조선직업총동맹은 조선농업근로자동맹, 조선민주여성동맹 등 다른 단체에 가입한 대상자를 제외한 30세 이상의 모든 노동자·기술자·사무원으로 구성되어 있다.
그러나 노동자의 사회적·경제적 지위 옹호 및 처우 개선을 목적으로 임금노동자가 자발적·자주적으로 참여하는 비공산권 단체와는 달리 조선로동당의 완전한 통제하에 있어 그 보조 부대 내지는 어용단체에 불과하다. 본래의 목표는 진정한 의미의 노동 조합의 생성이었으나, 현실적으로 이뤄지지 못하고, 조선로동당 산하 사상교양 단체로 전락하였다.
간부는 당에서 지명, 조선직업총동맹 회의에서 형식적인 절차를 거쳐 선출되어 당의 지시와 감독을 받으며, 직맹 중앙기관은 물론 산업별 직맹, 직맹의 초급 단계까지 지도부는 모두 당의 열성분자로 구성되어 있다.
또한, 조선직업총동맹은 전체 노동자를 하나로 묶어 이들의 사회적·경제적 지위 향상과 권익 옹호를 위해 힘쓰는 대중적 근로단체임을 명시하고 있기도 하다.
직업동맹은 노동당의 옹호자이며 당의 영도하에 모든 활동을 전개한다. 직맹은 노동계급의 통일과 단결을 강화하며 그들을 당 주위에 결속시켜 당이 제기한 혁명 수행에 조직 동원된다. 동맹 내의 당 사상체계를 확립하며, 부르주아 사상의 잔재를 반대하여 투쟁한다.— 조선직업총동맹 임무에 대한 규약

이 외의 당비서 김중린, 직총위원장 주성일 등을 비롯한 각급 조선직업총동맹 위원장들이 참가한 회의에서 회의 참가자들은 "모든 조선직업총동맹의 구성원들을 당의 두리에 철통같이 묶어 주체사상 혁명을 다져가는 것이 최우선 과업" 이라고 발언하였으며, 조선로동당과 김일성, 김정일, 김정은에 대한 충성심을 신념화 해야할 것을 강조하기도 하였다.
1993년 기준 조선직업총동맹의 조합원 수는 220만 ~ 250만명에 이른다.
한편, 전국민주노동조합총연맹과 어느 정도 접점이 있어서, 1999년에는 회담을 열기도 하였다.

## 구성
- 중앙위원회
  - 조직부
  - 선전부
  - 군중문화부
  - 국제부
  - 재정부기부
  - 문화부
  - 부녀부
  - 노임부
  - 노동보호부

## 역대 중앙위원장
- 리효순(3차대회: 59년)
- 전창철(4차대회: 68년)
- 렴태준(5차대회: 71년)
- 김봉주(6차대회: 81년)
- 원동구
- 한기창
- 염순길